# Stars & Stripes (Yacht)
Stars & Stripes ist der Name einer Serie von Regattayachten, die von dem US-amerikanischen Segler Dennis Conner im Wettkampf um den America’s Cup eingesetzt wurden. Der Name „Stars & Stripes“ bezieht sich auf den Spitznamen für die Flagge der Vereinigten Staaten von Amerika.

## 12-Meter-Klasse Yachten

### 26. America’s Cup 1987
Die finanziell gut ausgestattete Sail America Foundation gab für die Kampagne zur Rückeroberung des America’s Cup 1987 vor Fremantle, Western Australia, die von Dennis Conner vom San Diego Yacht Club geleitet wurde, vier 12-Meter-Klasse Yachten in Auftrag:
- Stars & Stripes 83 (US-53) gebaut im Jahr 1985 von der Bootswerft Geraghty Marine und konstruiert von dem Designer-Team Chance/Nelson/Pedrick.
- Stars & Stripes 85 (US-54) gebaut im Jahr 1985 von der Bootswerft Robert E. Derektor Inc., konstruiert von dem Designer-Team Chance/Nelson/Pedrick. Diese Yacht war schneller als Stars & Stripes 83.
- Stars & Stripes 86 (US-56) gebaut im Jahr 1987 von der Bootswerft Robert E. Derektor Inc., konstruiert von dem Designer-Team Chance/Nelson/Pedrick. Die Yacht unterschied sich durch einen geänderten Kiel und eine größere Segelfläche.
- Stars & Stripes 87 (US-55) gebaut im Jahr 1987 von der Bootswerft Robert E. Derektor Inc., konstruiert von dem Designer-Team Chance/Nelson/Pedrick. Der Entwurf orientierte sich an den Erfahrungen der ersten drei Entwürfe.[1] Stars & Stripes 87 gewann die Ausscheidungswettfahrten zur Ermittlung des Herausforderers (challenger) Louis Vuitton Cup und schlug den australischen Verteidiger (defender) des America’s Cup Kookaburra III in vier Wettfahrten mit 4-0 im 26. America’s Cup 1987 und gewann die Bodenlose Kanne für die USA zurück.

Die Geschichte der Niederlage im 25. America’s Cup im Jahr 1983 durch Dennis Conner gegen Australia II mit Steuermann John Bertrand und die Rolle der Yacht Stars & Stripes wird in dem Film Wind thematisiert, auch wenn die Yacht in dem Film nicht Stars & Stripes heißt, sondern Geronimo.

## Katamaran Yachten

### 27. America’s Cup 1988
Gemäß den offenen America’s Cup Regeln von 1988 ließ Dennis Conner mit der Hilfe der Yachtkonstrukteure Morrelli, Chance & Hubbart & MacLane und dem Flugzeughersteller Scaled Composites den revolutionären Katamaran, Stars and Stripes (US-1) bauen. Mit diesem Boot schlug er im 28. America’s Cup 1988 die Yacht New Zealand, KZ1, den neuseeländischen Herausforderer (challenger) mit 2-0. Dieser America’s Cup ging in die Geschichte als ungleiches Duell (Mis Match) ein, da die Neuseeländer mit einem übergroßen Boot antraten und Dennis Conner mit einem vergleichsweise kleinen Katamaran erfolgreich konterte. Die Mannschaft aus Neuseeland klagte vor Gericht und erstritt die Bodenlose Kanne, den Pokal des America’s Cup. Der San Diego Yacht Club ging in die Revision und gewann den Pokal zurück.
Das Team Dennis Conner wählte den Katamaran, da die überraschende Herausforderung mit der sehr großen Yacht KZ1 durch Sir Michael Fay den Amerikanern nicht genug Zeit für eine Yacht nach dem Design der J-Klasse ließ, um unter gleichen Bedingungen zu segeln. Da die Herausforderung die originalen Stiftungsurkunden Deed of Gift nutzten, gab es keine expliziten Konstruktionsbestimmungen. So wählten Dennis Conner und der San Diego Yacht Club das vermeintlich schnellere Mehrrumpf-Design.
Zwei Stars & Stripes Katamarane wurden gebaut. Ein Boot, die „Stars & Stripes S1“ mit einem konventionellen Segel (soft sail), und ein zweites, die „Stars and Stripes H3“ mit einem starren Segel (hard sail), beide gebaut von der Bootswerft Scaled. Das starre Segel erschien schneller. Trotzdem setzte man das konventionelle Segel bei der Verteidigung des America’s Cup ein, da es schnell genug erschien und man weniger Riggprobleme erwartete.

### Verbleib
Nach dem Sieg im 32. America’s Cup wurde die Yacht mit dem starren Segel an den mexikanischen Segler Victor Tapia verkauft und segelt heute in Mexico. Der Katamaran mit dem konventionellen Segel wurde von Steve Fossett gekauft und von ihm in verschiedenen Regatten genutzt. Dabei stellte er diverse Geschwindigkeitsrekorde auf.
Die Yacht Stars & Stripes, die 2008 in der 84. Auflage der jährlichen Mackinac-Regatta von Port Huron (Michigan) nach Mackinac eingesetzt wurde, gewann und erzielte eine neue Rekordmarke.

## International America’s Cup Class

### 28. America’s Cup 1992
Die International America’s Cup Class-Yacht Stars & Stripes (USA-11), geskippert von Dennis Conner, verlor die Ausscheidungsregatten der Verteidiger (defender) im Citizen Cup 1992 gegen die Yacht America³ (USA-23) von Bill Koch.

### 29. America’s Cup 1995
1995 gewann Dennis Conner mit der IACC-Yacht Stars & Stripes (USA-34) die Verteidiger-Regatta im Citizen Cup 1995 gegen Young America (USA-36) und Mighty Mary (USA-43) durch überragende Segeltaktik. Allerdings war seine Yacht die langsamste der drei Verteidiger-Yachten und da der Verteidiger die Yacht wählen darf, mit der er den America’s Cup verteidigen will, wählte das Team Dennis Conner die schnellste Yacht der Ausscheidungswettfahrten, die Young America statt der Stars & Stripes. Aus Kostengründen hatte Dennis Conner kein zweites Boot bauen können, daher gab es keine zweite Stars & Stripes.
Dennis Conner verlor den America’s Cup gegen das Team New Zealand.

### 30. America’s Cup 2000
Dennis Conner konnte aus Kostengründen wie 1995 nur eine Stars & Stripes (USA-55) finanzieren. Er schied im Halbfinale (Hoffnungslauf) gegen OneWorld Challenge aus.

### 31. America’s Cup 2003
Die IACC-Yacht Stars & Stripes (USA-77) aus dem Jahr 2002, gebaut für 5 Mio. US-$, sank am 23. Juli 2002 durch Ruderbruch während der Vorbereitungen auf die Rennen im Jahr 2003. Das Boot wurde aus 17 m tiefem Wasser vor dem Hafen von Long Beach gehoben. Dennis Conner konnte auf seine Ersatz- und Trainingsyacht Stars & Stripes (USA-66) zurückgreifen, bis USA-77 repariert war. Gegen die gut finanzierten Syndikate Alinghi und Oracle BMW Racing konnte Conner mit seinen begrenzten Mitteln nichts ausrichten.

### 32. America’s Cup 2007
Dennis Conner gab bekannt, dass er nicht in der Lage sei, das Geld für eine neue AC-Kampagne aufzubringen.